# ジョージ5世ランド

南極地図。George V Landは図の右下方に記されている。

ジョージ5世ランド（英語: George V Land）は、南極にある地域の名称。南極大陸東部（東南極）に位置し、その海岸をジョージ5世海岸（英語: George V Coast）と呼ぶ。東経142度02分から東経153度45分にかけての海岸で、オーストラリアのタスマニア島南方にあたる。
1911年から1914年にかけて、オーストラリアのダグラス・モーソン率いる探検隊によって探検され、イギリス王ジョージ5世にちなんで命名された。

## 地理

### 位置・広がり

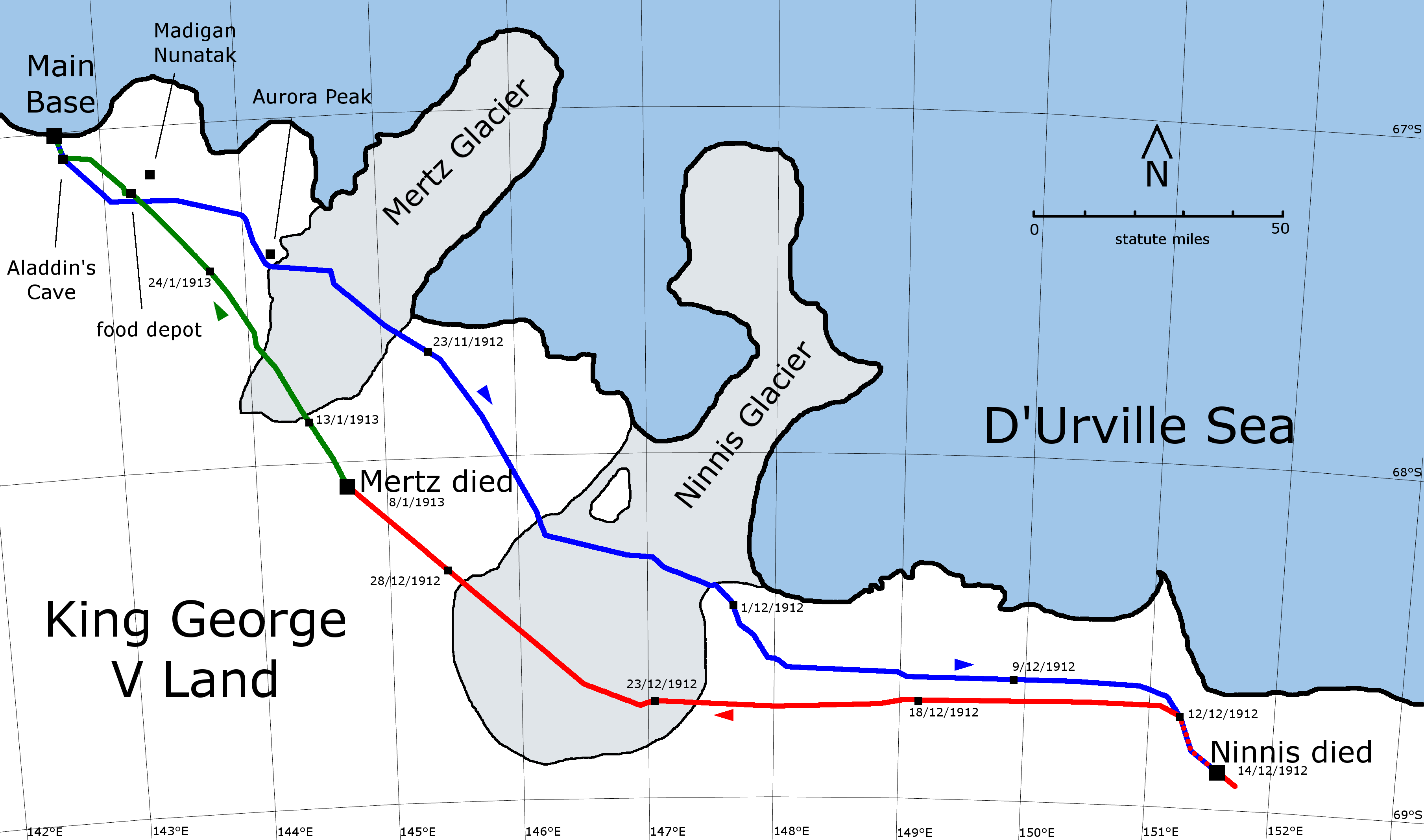
モーソンが率いたFar Eastern partyの行路（1912-1913年）。この地図に示された範囲がおおむねジョージ5世海岸である。氷河（氷舌）の形状は当時のもの。

西はコモンウェルス湾西側の Point Alden（南緯66度48分 東経142度02分 / 南緯66.800度 東経142.033度） から、東は Mawson Peninsula先端の Cape Hudson（南緯68度20分 東経153度45分 / 南緯68.333度 東経153.750度）までの海岸を指す。西側はウィルクスランドのアデリー海岸（アデリーランド）、東側はオーツ海岸（オーツランド）と接している。

### 地勢・地形
ジョージ5世海岸西端にあるコモンウェルス湾は、「世界で最も風が強い場所」として知られる。滑降風（カタバ風）の影響によるものである。
Mertz Glacier と Ninnis Glacier という、2つの大きな氷河が海に向かって流れ出ている。

### 領有権主張
オーストラリアが領有権を主張している「オーストラリア領南極地域」の一部である。西隣のアデリーランドはフランスが領有を主張している。

## 歴史・名称

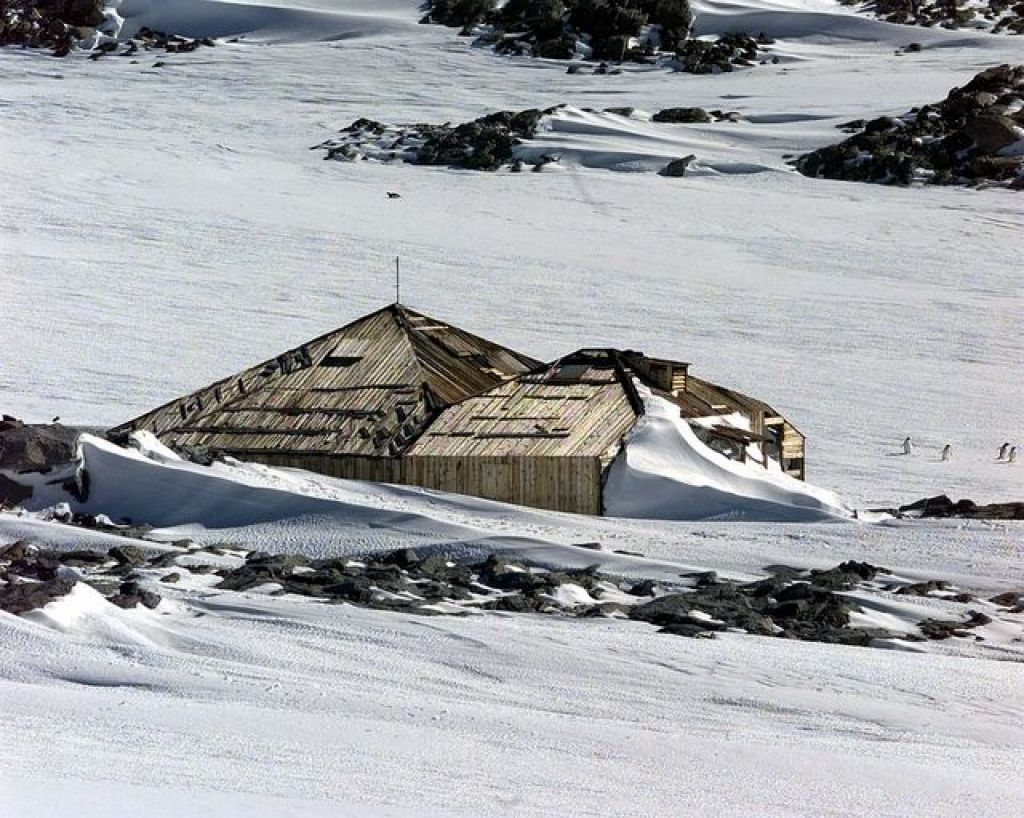
Mawson's Huts

1911年から1914年にかけて、オーストラリアのダグラス・モーソン率いるオーストラリア南極探検隊 (Australasian Antarctic Expedition) によって、オーストリア大陸南方に位置する南極大陸の探検が行われた。この地域では、1840年に発見されたウィルクスランド・アデリーランド、1841年に発見されたヴィクトリアランドが既知の陸地であった。1911年2月には、イギリスのスコット隊によってヴィクトリアランド西方に続く海岸（オーツ海岸東部）が発見されている。
1911年12月にタスマニアのホバートをオーロラ号 (SY Aurora) で出港したモーソンの探検隊は、1912年1月にコモンウェルス湾へ上陸し、Cape Denison にメインベースを建設した。モーソンが建てた当時の小屋は現存しており、Mawson's Hutsと呼ばれている。
モーソンは探検隊をいくつかに分けて南極大陸の探検を行ったが、このうちメインベース隊（the Main Base party）によってこの地域の海岸が探検された。海岸の名は、イギリス王ジョージ5世にちなむものである（オーストラリアは当時大英帝国の自治領であった。イギリス王はオーストラリア国王でもある）。なお、モーソンの探検隊は1912年2月にウィルクスランド西方で未知の土地を発見し、メアリー王妃に因んでクイーンメアリーランド (Queen Mary Land) と名付けている。
1912年11月、モーソンは自らFar Eastern Partyを率い、メインベースから東方へ向かった。Cape Adare西方の未知の領域を目指したものであるが、この Far Eastern Party は、ベルグレーブ・ニンニス (Belgrave Edward Sutton Ninnis) とシャヴィエル・メルツ (Xavier Mertz) 2名の犠牲者を出している。ニンニスとメルツの名は、ジョージ5世海岸にある氷河に命名されている。